# Hradečno
Hradečno település Csehországban, a Kladnói járásban. Hradečno Kačice, Stochov, Smečno, Drnek, Mšecké Žehrovice és Ledce településekkel határos. Lakosainak száma 534 fő (2024. január 1.).

## Népesség
A település lakosságának változását az alábbi diagram mutatja:
| Lakosok száma | 376  | 339  | 574  | 521  | 483  | 425  | 489  | 490  | 516  | 534  |
|               | 1869 | 1890 | 1921 | 1950 | 1980 | 2001 | 2017 | 2019 | 2022 | 2024 |